# (1745) Ferguson
(1745) Ferguson es un asteroide perteneciente al cinturón de asteroides descubierto el 17 de septiembre de 1941 por John E. Willis desde el Observatorio Naval de los Estados Unidos en Washington.

## Designación y nombre
Ferguson recibió inicialmente la designación de 1941 SY1.
Más adelante se nombró en honor del astrónomo estadounidense James Ferguson (1797-1867).

## Características orbitales
Ferguson está situado a una distancia media del Sol de 2,847 ua, pudiendo acercarse hasta 2,69 ua y alejarse hasta 3,004 ua. Su inclinación orbital es 3,257° y la excentricidad 0,05531. Emplea 1755 días en completar una órbita alrededor del Sol.